# Saint-Dier-d’Auvergne
Saint-Dier-d’Auvergne ist eine französische Gemeinde mit 549 Einwohnern (Stand: 1. Januar 2022) im Département Puy-de-Dôme in der Region Auvergne-Rhône-Alpes. Sie gehört zum Arrondissement  Clermont-Ferrand und zum Kanton Billom (bis 2015: Kanton Saint-Dier-d’Auvergne).

## Geographie
Saint-Dier-d’Auvergne liegt etwa 32 Kilometer ostsüdöstlich von Clermont-Ferrand am regionalen Naturpark Livradois-Forez. Umgeben wird Saint-Dier-d’Auvergne von den Nachbargemeinden Trézioux im Norden, Saint-Flour im Norden und Nordosten, Domaize im Osten, Ceilloux im Osten und Südosten, Auzelles im Süden, Saint-Jean-des-Ollières im Südwesten sowie Estandeuil im Westen.
Durch die Gemeinde führt die frühere Route nationale 497 (heutige D997).

## Bevölkerungsentwicklung
| Jahr                       | 1962 | 1968 | 1975 | 1982 | 1990 | 1999 | 2006 | 2013 |
| Einwohner                  | 730  | 660  | 611  | 581  | 531  | 551  | 541  | 537  |
| Quellen: Cassini und INSEE |      |      |      |      |      |      |      |      |

## Sehenswürdigkeiten
- Romanische Kirche Saint-Didier
- Priorei
- Burg Les Martinanches aus dem 11. Jahrhundert
- Burg Boissonnelle aus dem 11. Jahrhundert
- Mühle von Graveyrou

## Weblinks

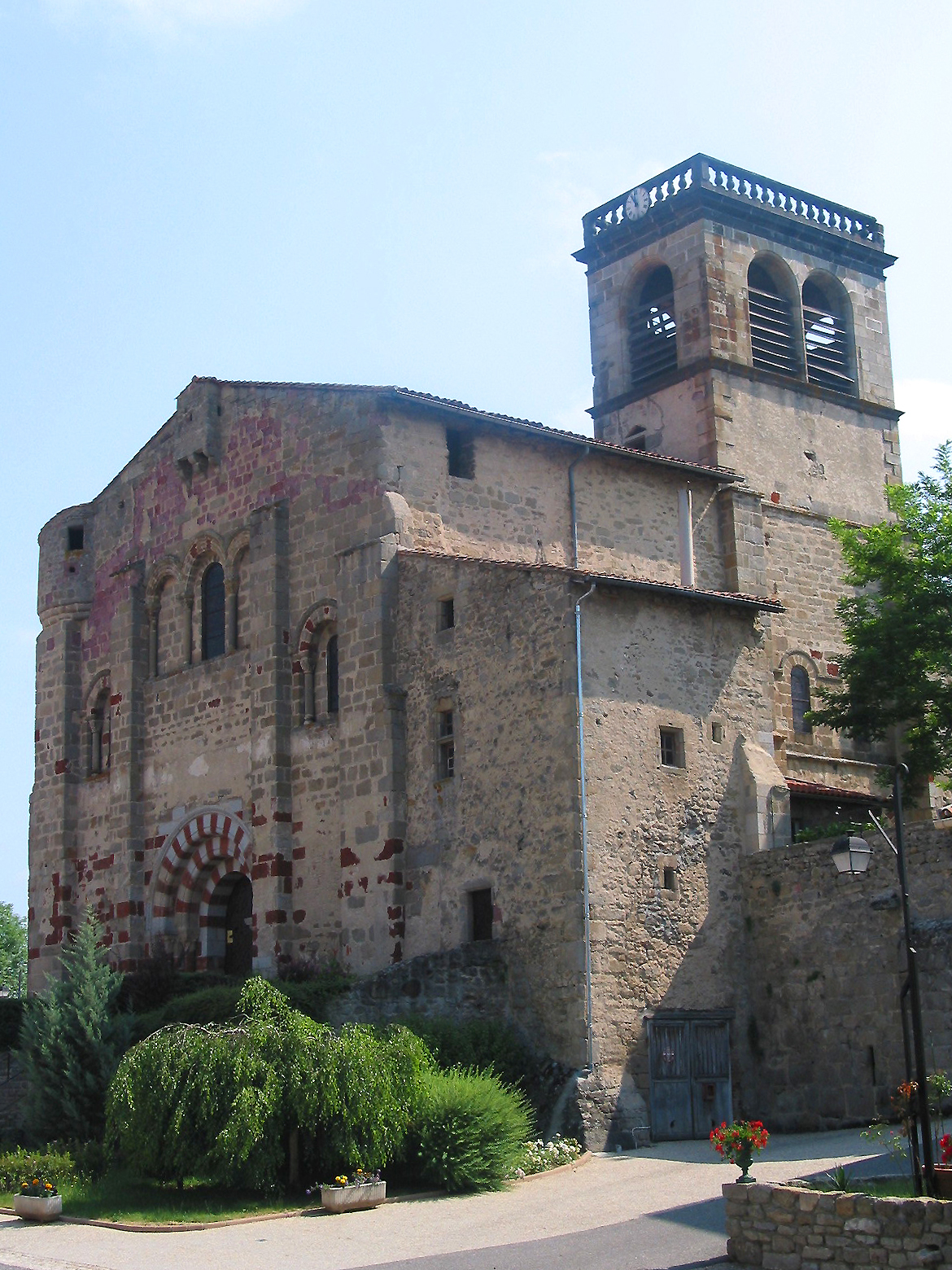
Kirche Saint-Didier in Saint-Dier-d’Auvergne